# Гаите (станция метро)
Гаите (фр. Gaîté) — станция линии 13 Парижского метрополитена в XIV округе. Названа по небольшой рю Гаите, находящейся рядом со станцией.

## История
- Станция открылась 21 января 1937 года в составе первого участка старой линии 14 (объединённой с линией 13 в 1976 году) Монпарнас — Бьенвеню — Порт-де-Ванв.
- Пассажиропоток по станции по входу в 2011 году, по данным RATP, составил 3 223 366 человек[2]. В 2013 году этот показатель снизился до 3 165 824 пассажиров (165 место по уровню входного пассажиропотока в Парижском метро)[3].

## Конструкция и оформление
Сооружена по типовому парижскому проекту 1900—1952 годов (односводчатая станция мелкого заложения с боковыми платформами). Путевые стены отделаны белой кафельной плиткой в стиле «годен». Под верхней частью свода закреплены светильники карнизного типа.

## Галерея

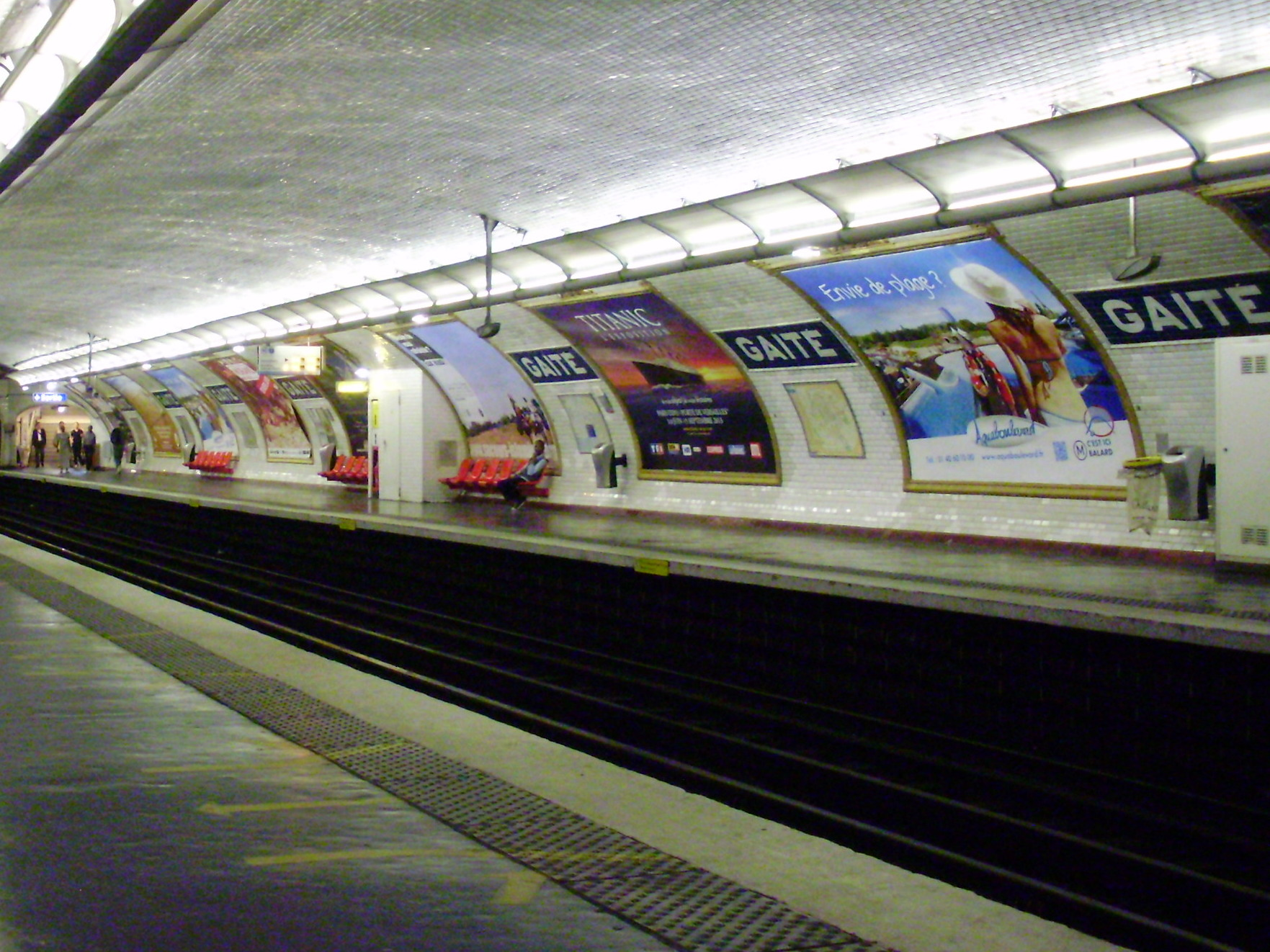
Лестничный сход
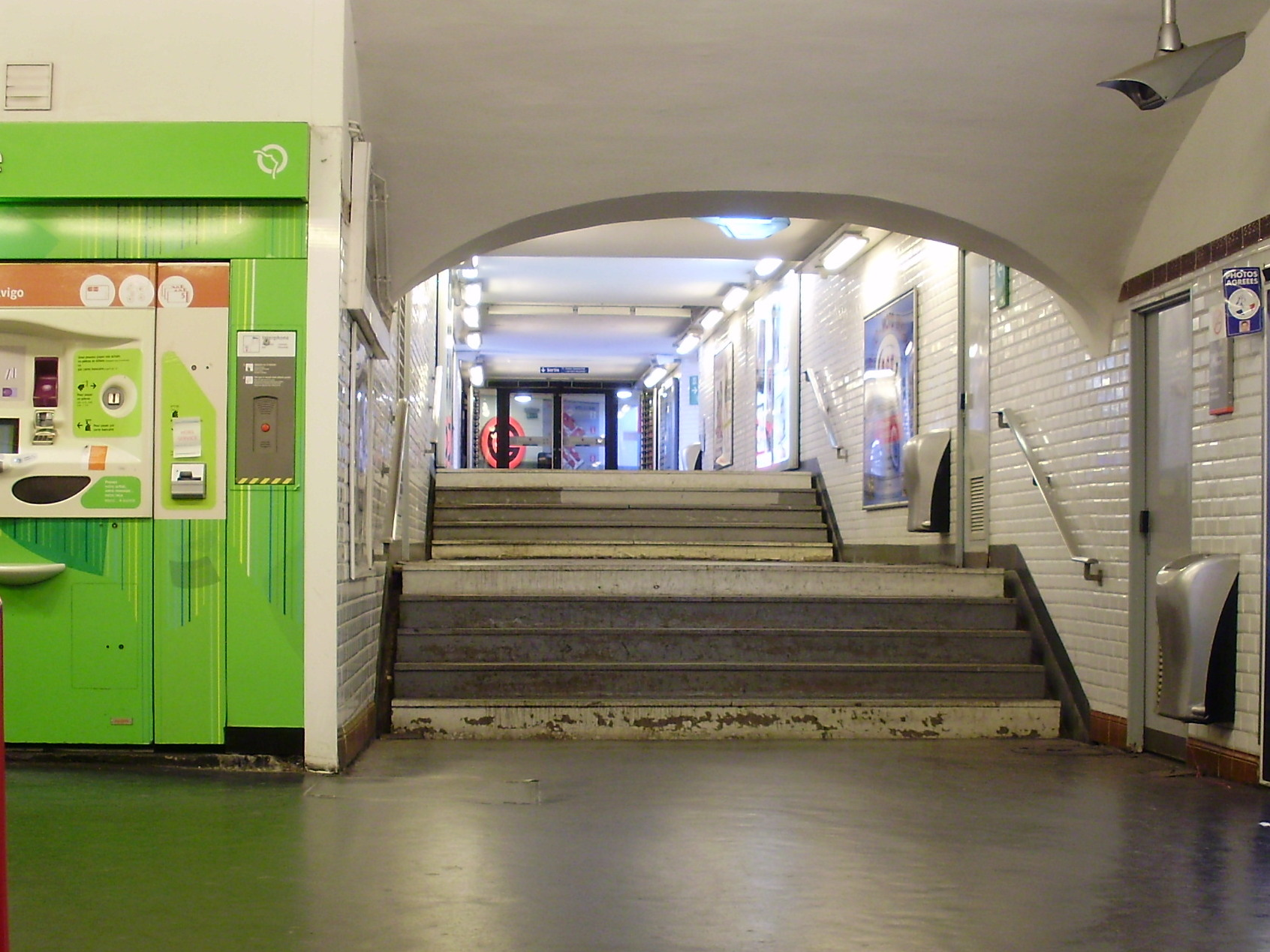
Коридор под авеню дю Мен, ведущий в коммерческий центр «Гаите»